# 컴펄서리 피겨

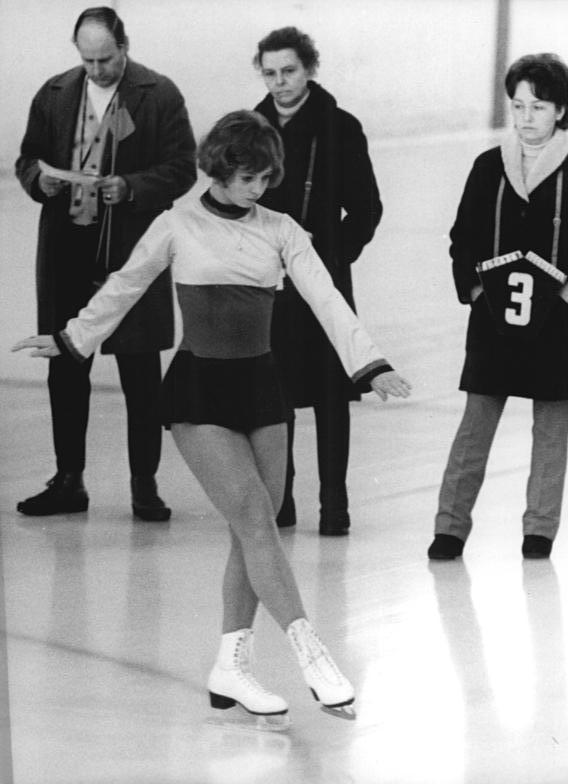

컴펄서리 피겨(Compulsory figures) 또는 스쿨 피겨(school figures)는 원래 피겨 스케이팅 종목의 유형이었다. 얼음으로 인물의 특정 패턴을 조각하는 것은 스포츠의 본래 초점이었다. 1947년까지 피겨 스케이팅이 스포츠로 시작된 약 50년 동안 컴펄서리 피겨는 전 세계 대부분의 대회에서 총점의 60%를 차지했다. 이러한 피겨는 국제 스케이트 연맹(ISU)이 1990년 대회의 일부에서 이를 중단하기로 투표할 때까지 그 중요성이 꾸준히 감소했지만 계속해서 스포츠를 지배했다. 컴펄서리 피겨에 대한 학습과 훈련은 규율과 통제력을 심어주었다. 피겨 스케이팅 커뮤니티의 일부는 스케이터에게 기본 기술을 가르치는 데 필요하다고 생각했다. 스케이터들은 이를 잘 배우고 실행하기 위해 몇 시간 동안 훈련을 했으며, 경기 중에 피겨를 경쟁하고 심사하는 데는 최대 8시간이 걸리는 경우가 많았다.
스케이터들은 컴펄서리 피겨를 추적하고 그 부드러움과 정확성에 따라 평가를 받았다. 원은 모든 도형의 기본이다. 컴펄서리 피겨의 다른 요소에는 곡선, 발 변경, 가장자리 변경 및 회전이 포함된다. 스케이터들은 어려운 회전과 가장자리를 완료하면서 정확한 원을 따라야 했다. 두 개의 원을 연결하여 단순한 "8자" 모양을 구현했다. 다른 피겨에는 3회전, 카운터 회전, 로커 회전, 브래킷 회전 및 루프가 포함된다.
2015년부터 세계 피겨 스포츠 협회(World Figure Sport Society)와 블랙 아이스 세계 피겨 팬시 스케이팅 선수권 대회 및 페스티벌이 창립되면서 더 많은 스케이터들이 피겨 훈련과 경쟁을 펼치고 있다. 더 많은 코치들이 스케이터에게 가르치기 위해 월드 피겨 스포츠(World Figure Sport)가 개발한 새로운 방법을 배우고 있다. 일부 스케이터와 코치는 피겨가 스케이터에게 정렬, 코어 근력, 신체 제어 및 규율을 개발하는 데 이점을 제공한다고 믿기 때문이다. 세계피겨스포츠협회(World Figure Sport Society)는 컴펄서리(현재 기본 피규어로 알려짐), 스페셜, 크리에이티브, 프리, 플라잉 피겨, 팬시 스케이팅 부문에서 워크숍, 페스티벌 및 세계 대회를 개최한다.

## 기술
컴펄서리 피겨는 2개 또는 3개의 원형 로브로 구성된다.

## 참고 자료
- John, Susan A.: "And Then There Were None". Skating, March/April 1991.
- Evaluation of Errors in Figures, 6th edition. USFSA, 1964.